# Sabanalarga
Sabanalarga este un municipiu din departamentul Antioquia, Columbia.